# Francalete
Se llama francalete a la correa de la silla de montar con la que se sujetan las pistoleras o cañoneras del jinete. 
En la Edad Media, el francalete era también una correa con hebilla en forma de sortijilla que se empleaba para asegurar algunas piezas del arnés o armadura de guerra.
Se usan también los francaletes para formar el atacola, un pedazo de cuero con tres hebillas y tres francaletes que sirve para recoger la cola del caballo. Su objetivo es impedir que se manche de barro durante las marchas en tiempo lluvioso y en el picadero cuando tiene que ejecutar saltos.